# سوئیت فرانسوی (فیلم)
«سوئیت فرانسوی» (انگلیسی: Suite Française (film)) فیلمی در ژانر رمانتیک است که در سال ۲۰۱۵ منتشر شد. این فیلم که به وقایع جنگ جهانی دوم می‌پردازد را سال دیب بر اساس رمان سوئیت فرانسوی نوشته ایرن نمیروفسکی نویسنده فرانسوی کارگردانی کرده‌است. داستان فیلم بر رابطه عاطفی یک زن روستایی فرانسوی و یک افسر آلمانی در طول سال‌های اولیه اشغال فرانسه توسط آلمان متمرکز است.

## بازیگران
- میشل ویلیامز
- ماتیاس اسچوئنائرتس
- کریستین اسکات توماس
- آیلین اتکینز
- لمبرت ویلسون
- مارگوت رابی
- روث ویلسون
- سام رایلی
- هریت اوتمار
- الکساندرا ماریا لارا